# Artonges
Artonges ist eine französische Ortschaft mit 174 Einwohnern (Stand 1. Januar 2022) im Département Aisne in der Region Hauts-de-France. Die ehemals eigenständige Gemeinde gehörte zum Kanton Essômes-sur-Marne im Arrondissement Château-Thierry. Mit Wirkung vom 1. Januar 2016 wurde sie mit La Celle-sous-Montmirail, Fontenelle-en-Brie und Marchais-en-Brie zur Commune nouvelle Dhuys et Morin-en-Brie zusammengelegt. Seither ist sie eine Commune déléguée. 
Artonges liegt am Fluss Dhuis. Nachbarorte sind Montlevon im Nordwesten, Pargny-la-Dhuys im Norden, Corrobert im Osten, Montmirail im Süden, Fontenelle-en-Brie im Südwesten und Monthurel im Westen. 

## Bevölkerungsentwicklung
| Jahr      | 1962 | 1968 | 1975 | 1982 | 1990 | 1999 | 2006 | 2014 |
| --------- | ---- | ---- | ---- | ---- | ---- | ---- | ---- | ---- |
| Einwohner | 229  | 235  | 159  | 142  | 134  | 145  | 159  | 186  |

## Sehenswürdigkeiten
- Kirche Saint-Pierre, Monument historique

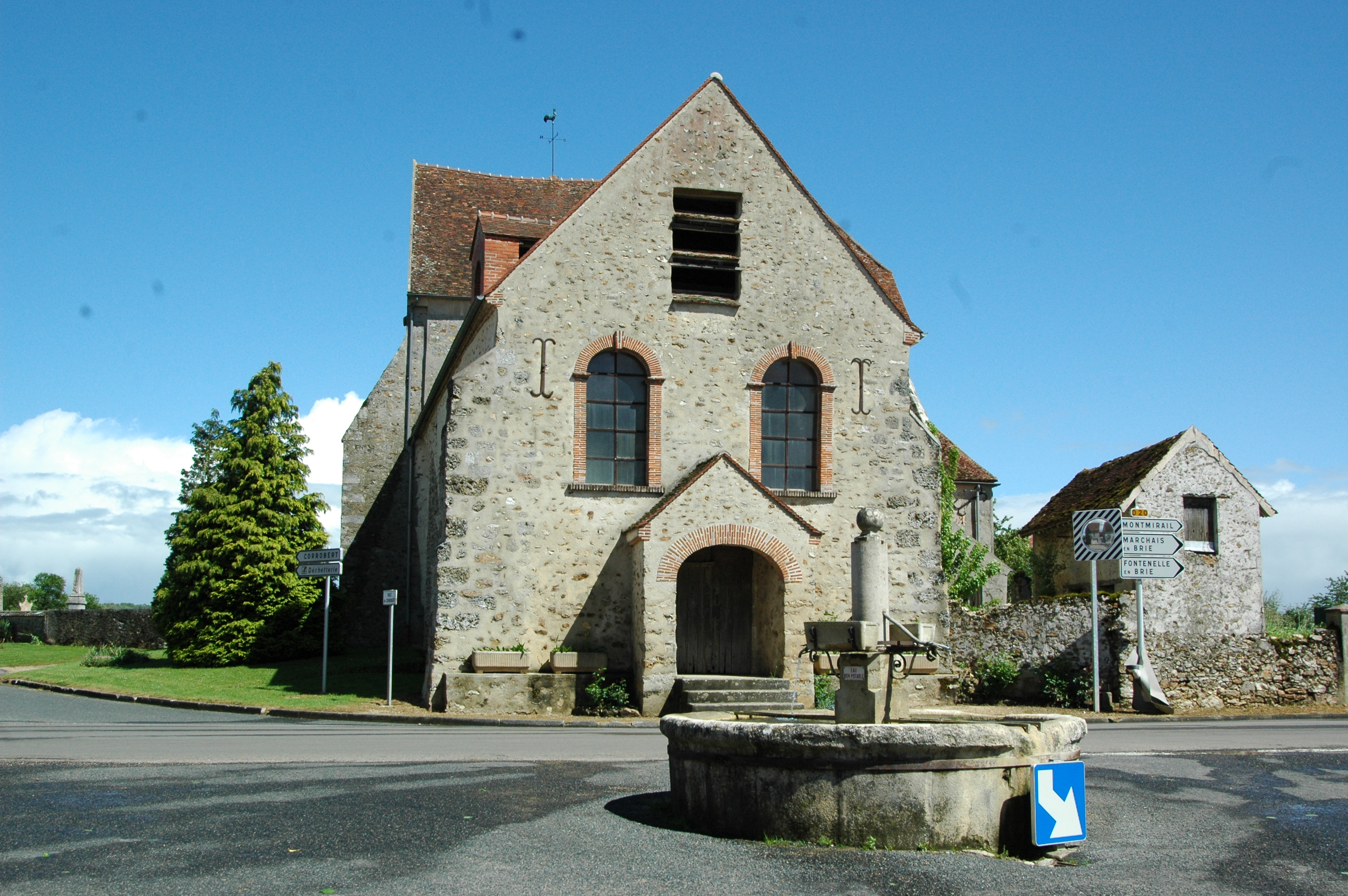
Kirche Saint-Pierre